# Xenoturbella monstrosa
Xenoturbella monstrosa — вид морських червоподібних тварин роду Xenoturbella типу Xenacoelomorpha.

## Поширення
Вид поширений на сході Тихого океану. Два екземпляри знайдені у підводному каньйоні Монтерей в затоці Монтерей поблизу Каліфорнії на глибині 2890 м. Ще один екземпляр виявлений в Каліфорнійській затоці на глибині 1722 м.

## Опис
Xenoturbella monstrosa є найбільшим представником типу, завдовжки до 20 см. Тіло пурпурного або блідо-рожевого кольору. На спина є дві глибокі борозни вздовж осі тіла. Крім того, були виявлені кільцеві канавки і бічні борозни. Перед кільцевою борозною тіло закруглене, до кінця тіла вона загострюється. Ротовий отвір в розслабленому стані овальної форми, він знаходиться знизу приблизно посередині між переднім кінцем і кільцевим пазом. Сітка епідермісу займає близько двох третин вентральної сторони.